# Furuholm (Lumparland, Åland)
Furuholm är en ö i Åland (Finland). Den ligger i Skärgårdshavet och i kommunen Lumparland i landskapet Åland, i den sydvästra delen av landet. Ön ligger omkring 19 kilometer öster om Mariehamn och omkring 260 kilometer väster om Helsingfors.
Öns area är 11,7 hektar och dess största längd är 0,5 kilometer i sydväst-nordöstlig riktning.